# Pages of Life (film)
Pour les articles homonymes, voir Pages of Life.
Pour plus de détails, voir Fiche technique et Distribution.
Pages of Life est un film muet britannique réalisé par Adelqui Migliar, sorti en 1922.

## Fiche technique
- Titre : Pages of Life
- Réalisation : Adelqui Migliar
- Scénario : Adelqui Migliar
- Photographie : Bert Ford
- Montage :
- Directeur artistique :
- Décors :
- Société de production : Adelqui Migliar Productions
- Société de distribution : Butcher's Film Service
- Pays de production :  Royaume-Uni
- Langue : film muet avec les intertitres en anglais
- Métrage d'origine : 1 615 mètres
- Format : Noir et blanc — 35 mm — 1,33:1 — Muet
- Genre : Film dramatique
- Durée : 54 minutes
- Date de sortie : 
  - Royaume-Uni : novembre 1922

## Distribution
- Evelyn Brent : Mitzi / Dolores
- Richard Turner : Valerius
- Jack Trevor : Lord Mainwaring
- Sunday Wilshin : Phyllis Mainwaring

## À noter
- Le film est considéré comme perdu.